# Castilla (ensayo de Azorín)
Castilla es un ensayo escrito por el español José Martínez Ruiz, más conocido como Azorín, y publicado en 1912.  

## Contenido
Miembro de la Generación del 98, el autor expresa en sus líneas su preocupación por la situación de España y, en particular, de Castilla, región que ven los autores de su promoción como «un borbollón de agua clara que cantaba para toda la Humanidad con la pureza y la alegría de la aurora». La intención del autor queda clara en su introducción:

Se ha pretendido en este libro aprisionar una partícula del espíritu de Castilla. Las formas y modalidades someras y aparatosas han sido descartadas; más valor y eficiencia concedemos, por ejemplo, a los ferrocarriles — obra capital en el mundo moderno—que a los hechos de la historia concebida en su sentido tradicional y ya en decadencia.
Una preocupación por el poder del tiempo compone el fondo espiritual de estos cuadros. La sensación de la corriente perdurable— e inexorable — de las cosas, cree el autor haberla experimentado al escribir algunas de las presentes páginas.

El texto se divide en diferentes fragmentos, artículos en los que, a partir de un elemento tal como el ferrocarril, la tauromaquia, o el mar, aborda temas más trascendentes como el paso del tiempo, constante en su obra, la nostalgia, la realidad de la vida o las motivaciones de los actos del ser humano. Su estilo tensa los límites del estilo ensayístico y se acerca a una narración más bien impresionista, fragmentaria pero que, al mismo tiempo, busca una estrecha unidad de los elementos. Ve poesía donde antes era impensable, en lo cotidiano, como cuando dice: «Sí, tienen una profunda poesía los caminos de hierro».   
Se ha pretendido en este libro aprisionar una partícula del espíritu de Castilla. Las formas y modalidades someras y aparatosas han sido descartadas; más valor y eficiencia concedemos, por ejemplo, a los ferrocarriles — obra capital en el mundo moderno, que a los hechos de la historia concebida en su sentido tradicional y ya en decadencia".
Una preocupación por el poder del tiempo compone el fondo espiritual de estos cuadros» La sensación de la corriente perdurable —e inexorable— de las cosas, cree el autor haberla experimentado al escribir algunas de las presentes páginas. 
La obra coincide en el año de su publicación con el poemario de su compañero Antonio Machado Campos de Castilla.